# 扁球面坐標系

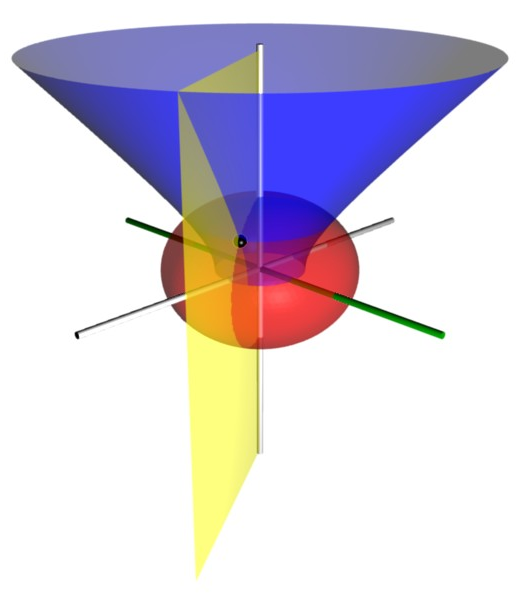
圖1）扁球面坐標系的幾個坐標曲面。紅色扁球面的。藍色半雙曲面的。黃色半平面的（黃色半平面與xz-半平面之間的二面角角度是）。z-軸是垂直的，以白色表示。x-軸以綠色表示。三個坐標曲面相交於點P（以黑色的圓球表示），直角坐標大約為。

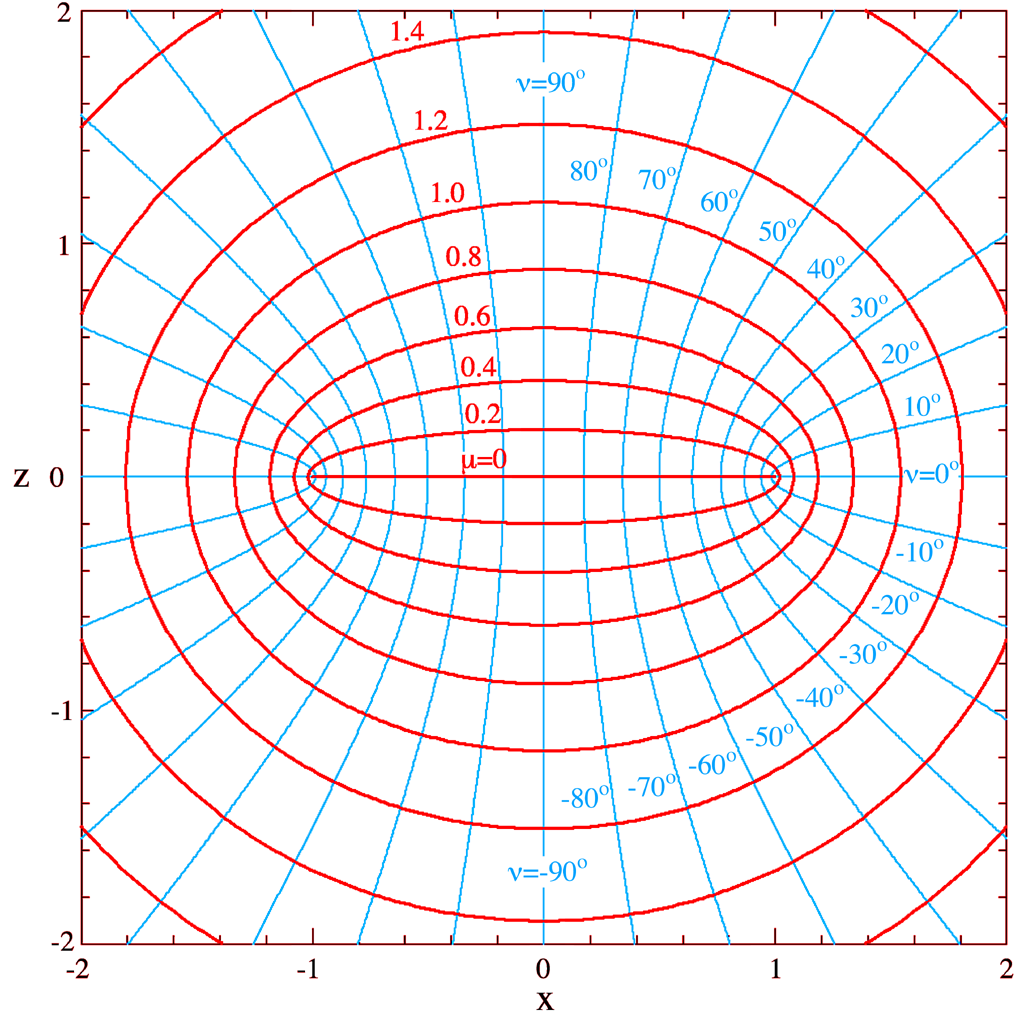
圖2）橢圓坐標系繪圖。横軸是x-軸，豎軸是z-軸。紅色橢圓（-等值線）變成上圖的紅色扁球面（坐標曲面），而青藍色雙曲線（-等值線）則變成藍色半雙曲面（坐標曲面）。

扁球面坐標系（英語：Oblate spheroidal coordinates）是一種三維正交坐標系。設定二維橢圓坐標系包含於xz-平面；兩個焦點{\displaystyle F_{1}}與{\displaystyle F_{2}}的直角坐標分別為{\displaystyle (-a,\ 0,\ 0)}與{\displaystyle (a,\ 0,\ 0)}。將橢圓坐標系繞著z-軸旋轉，則可以得到扁球面坐標系。（假若，繞著y-軸旋轉，則可以得到長球面坐標系。）橢圓坐標系的兩個焦點，變為一個半徑為{\displaystyle a}的圓圈，包含於三維空間的xy-平面。稱這圓圈為焦圓，又稱為參考圓。扁球面坐標系可以被視為橢球坐標系的極限案例，其兩個最大的半軸的長度相同。
當邊界條件涉及扁球面或旋轉雙曲面時，扁球面坐標時常可以用來解析偏微分方程式。例如，關於佩蘭摩擦因子（Perrin friction factors）的計算，扁球面坐標扮演了極重要的角色。讓·佩蘭因此而榮獲1926年諾貝爾物理獎。佩蘭摩擦因子決定了分子的旋轉擴散（rotational diffusion）。這程序又影響了許多科技，像蛋白質核磁共振光譜學（protein NMR），的可行性。應用這程序，我們可以推論分子的流體動力體積與形狀。扁球面坐標也時常用來解析電磁學（例如，扁球形帶電的分子的電容率），聲學（例如，聲音通過圓孔時產生的散射），流體動力學（水通過消防水帶的噴口），擴散理論（紅熱的錢幣在水裏的冷卻），等等方面的問題。

## 第一種表述
在三維空間裏，一個點P的扁球面坐標{\displaystyle (\mu ,\ \nu ,\ \phi )}常見的定義是
{\displaystyle x=a\ \cosh \mu \ \cos \nu \ \cos \phi }、
{\displaystyle y=a\ \cosh \mu \ \cos \nu \ \sin \phi }、
{\displaystyle z=a\ \sinh \mu \ \sin \nu }。
其中，{\displaystyle \mu \geq 0}是個實數，角度{\displaystyle -90^{\circ }\leq \nu \leq 90^{\circ }}，角度{\displaystyle -180^{\circ }\leq \phi \leq 180^{\circ }}。
學術界比較中意這一種扁球面坐標，因為沒有簡併；三維空間內每一點都擁有自己獨特的扁球面坐標。

### 坐標曲面
{\displaystyle \mu }坐標曲面是扁球面 ：
{\displaystyle {\frac {x^{2}+y^{2}}{a^{2}\cosh ^{2}\mu }}+{\frac {z^{2}}{a^{2}\sinh ^{2}\mu }}=\cos ^{2}\nu +\sin ^{2}\nu =1}。
它們是由橢圓繞著z-軸旋轉形成的。橢球面與xz-平面的相交，是一個的橢圓。沿著x-軸，長半軸長度為{\displaystyle a\cosh \mu }，沿著z-軸，短半軸長度為{\displaystyle a\sinh \mu }。橢圓的焦點都包含於x-軸，x-坐標分別為{\displaystyle \pm a}。
{\displaystyle \nu }坐標曲面是半個單葉旋轉雙曲面 ：
{\displaystyle {\frac {x^{2}+y^{2}}{a^{2}\cos ^{2}\nu }}-{\frac {z^{2}}{a^{2}\sin ^{2}\nu }}=\cosh ^{2}\mu -\sinh ^{2}\mu =1}。
假若{\displaystyle \nu }是正值，{\displaystyle z}也是正值，這半個單葉旋轉雙曲面在xy-平面以上；假若是負值，則在xy-平面以下。{\displaystyle \nu }是雙曲線的漸近線的角度。所有雙曲線的焦點都在x-軸，x-坐標分別為{\displaystyle \pm a}。
{\displaystyle \phi }坐標曲面是個半平面 ：
{\displaystyle x\sin \phi -y\cos \phi =0}。

### 逆變換
用直角坐標{\displaystyle (x,\ y,\ z)}來計算扁球面坐標{\displaystyle (\mu ,\ \nu ,\ \phi )}，方位角{\displaystyle \phi }的公式為
{\displaystyle \tan \phi ={\frac {y}{x}}}。
設定{\displaystyle d_{1}}與{\displaystyle d_{2}}分別為點P與焦圓的最遠距離與最近距離，以方程式表示為
{\displaystyle d_{1}^{2}=({\sqrt {x^{2}+y^{2}}}+a)^{2}+z^{2}}、
{\displaystyle d_{2}^{2}=({\sqrt {x^{2}+y^{2}}}-a)^{2}+z^{2}}。
坐標{\displaystyle \mu }和{\displaystyle \nu }的方程式分別為
{\displaystyle \cosh \mu ={\frac {d_{1}+d_{2}}{2a}}}、
{\displaystyle \cos \nu ={\frac {d_{1}-d_{2}}{2a}}}。

### 標度因子
扁球面坐標{\displaystyle \mu }與{\displaystyle \nu }的標度因子相等：
{\displaystyle h_{\mu }=h_{\nu }=a{\sqrt {\sinh ^{2}\mu +\sin ^{2}\nu }}}。
方位角{\displaystyle \phi }的標度因子為
{\displaystyle h_{\phi }=a\cosh \mu \ \cos \nu }。
無窮小體積元素是
{\displaystyle dV=a^{3}\cosh \mu \ \cos \nu \ \left(\sinh ^{2}\mu +\sin ^{2}\nu \right)d\mu d\nu d\phi }。
拉普拉斯算子是
{\displaystyle \nabla ^{2}\Phi ={\frac {1}{a^{2}\left(\sinh ^{2}\mu +\sin ^{2}\nu \right)}}\left[{\frac {1}{\cosh \mu }}{\frac {\partial }{\partial \mu }}\left(\cosh \mu {\frac {\partial \Phi }{\partial \mu }}\right)+{\frac {1}{\cos \nu }}{\frac {\partial }{\partial \nu }}\left(\cos \nu {\frac {\partial \Phi }{\partial \nu }}\right)\right]+{\frac {1}{a^{2}\left(\cosh ^{2}\mu \cos ^{2}\nu \right)}}{\frac {\partial ^{2}\Phi }{\partial \phi ^{2}}}}。
其它微分算子，像{\displaystyle \nabla \cdot \mathbf {F} }、{\displaystyle \nabla \times \mathbf {F} }，都可以用{\displaystyle (\mu ,\ \nu ,\ \phi )}坐標表示，只要將標度因子代入在正交坐標系條目內對應的一般公式。

## 第二種表述
另外有一組有時會用到的扁球面坐標{\displaystyle (\zeta ,\ \xi ,\ \phi )}；其中，{\displaystyle \zeta =\sinh \mu }，{\displaystyle \xi =\sin \nu }。{\displaystyle \zeta }坐標曲面是個扁球面，{\displaystyle \xi }坐標曲面是個旋轉雙曲面。從直角坐標變換至扁球面坐標：
{\displaystyle x=a{\sqrt {(1+\zeta ^{2})(1-\xi ^{2})}}\,\cos \phi }、
{\displaystyle y=a{\sqrt {(1+\zeta ^{2})(1-\xi ^{2})}}\,\sin \phi }、
{\displaystyle z=a\zeta \xi }。
其中，實數{\displaystyle 0\leq \zeta <\infty }，實數{\displaystyle -1\leq \xi <1}，角度{\displaystyle -180^{\circ }\leq \phi \leq 180^{\circ }}。

### 標度因子
扁球面坐標{\displaystyle (\zeta ,\ \xi ,\ \phi )}的標度因子分別為：
{\displaystyle h_{\zeta }=a{\sqrt {\frac {\zeta ^{2}+\xi ^{2}}{1+\zeta ^{2}}}}}、
{\displaystyle h_{\xi }=a{\sqrt {\frac {\zeta ^{2}+\xi ^{2}}{1-\xi ^{2}}}}}、
{\displaystyle h_{\phi }=a{\sqrt {(1+\zeta ^{2})(1-\xi ^{2})}}}。
無窮小體積元素是
{\displaystyle dV=a^{3}(\zeta ^{2}+\xi ^{2})\,d\zeta \,d\xi \,d\phi }。
拉普拉斯算子是
{\displaystyle \nabla ^{2}V={\frac {1}{a^{2}\left(\zeta ^{2}+\xi ^{2}\right)}}\left\{{\frac {\partial }{\partial \zeta }}\left[\left(1+\zeta ^{2}\right){\frac {\partial V}{\partial \zeta }}\right]+{\frac {\partial }{\partial \xi }}\left[\left(1-\xi ^{2}\right){\frac {\partial V}{\partial \xi }}\right]\right\}+{\frac {1}{a^{2}\left(1+\zeta ^{2}\right)\left(1-\xi ^{2}\right)}}{\frac {\partial ^{2}V}{\partial \phi ^{2}}}}。

## 第三種表述

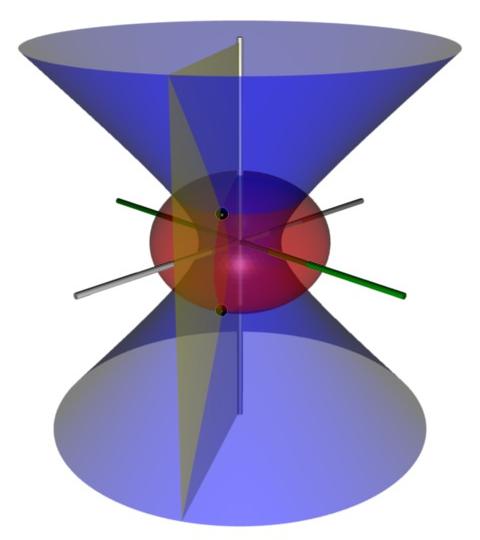
圖3）第三種扁球面坐標系的三個坐標曲面。紅色扁球面是坐標曲面。藍色單葉雙曲面是坐標曲面。黃色半平面是坐標曲面 （黃色半平面與xz-半平面之間的二面角角度是）。z-軸是垂直的，以白色表示。x-軸以綠色表示。第三種扁球面坐標系有雙重簡併。這可以從三個坐標曲面的兩個相交點P_{1}，P_{2} （以黑色的圓球表示）觀察到。

另外，還有一種比較有幾何直覺性的扁球面坐標系{\displaystyle (\sigma ,\ \tau ,\ \phi )}：
{\displaystyle \sigma =\cosh \mu }、
{\displaystyle \tau =\cos \nu }、
{\displaystyle \phi =\phi }。
坐標{\displaystyle \sigma }必須大於或等於1。坐標{\displaystyle \tau }必須在正負1之間。{\displaystyle \sigma }坐標曲面是扁球面。{\displaystyle \tau }坐標曲面是單葉雙曲面，包含了對應於正負{\displaystyle \nu }的半雙曲面。第三種坐標有雙重簡併：三維空間的兩點（直角坐標{\displaystyle (x,\ y,\ \pm z)}映射至一組扁球面坐標系{\displaystyle (\sigma ,\ \tau ,\ \phi )}）。這雙重簡併可以從直角坐標變換至扁球面坐標的公式觀察到：
{\displaystyle x=a\sigma \tau \cos \phi }、
{\displaystyle y=a\sigma \tau \sin \phi }、
{\displaystyle z^{2}=a^{2}\left(\sigma ^{2}-1\right)\left(1-\tau ^{2}\right)}。
坐標{\displaystyle \sigma }與{\displaystyle \tau }有一個簡單的公式來表達任何一點P與焦圓的最遠距離{\displaystyle d_{1}}，最近距離{\displaystyle d_{2}}：
{\displaystyle d_{1}+d_{2}=2a\sigma }、
{\displaystyle d_{1}-d_{2}=2a\tau }。
所以，點P與焦圓的最遠距離是{\displaystyle a(\sigma +\tau )}，點P與焦圓的最近距離是{\displaystyle a(\sigma -\tau )}。

### 坐標曲面
{\displaystyle \sigma }坐標曲面是扁球面 ：
{\displaystyle {\frac {x^{2}+y^{2}}{a^{2}\sigma ^{2}}}+{\frac {z^{2}}{a^{2}\left(\sigma ^{2}-1\right)}}=1}。
{\displaystyle \tau }坐標曲面是單葉旋轉雙曲面 ：
{\displaystyle {\frac {x^{2}+y^{2}}{a^{2}\tau ^{2}}}-{\frac {z^{2}}{a^{2}\left(1-\tau ^{2}\right)}}=1}。
{\displaystyle \phi }坐標曲面是半個平面 ：
{\displaystyle x\sin \phi -y\cos \phi =0}。

### 標度因子
扁球面坐標{\displaystyle (\sigma ,\ \tau ,\ \phi )}的標度因子分別為：
{\displaystyle h_{\sigma }=a{\sqrt {\frac {\sigma ^{2}+\tau ^{2}}{\sigma ^{2}+1}}}}、
{\displaystyle h_{\tau }=a{\sqrt {\frac {\sigma ^{2}+\tau ^{2}}{1-\tau ^{2}}}}}、
{\displaystyle h_{\phi }=a\sigma \tau }。
無窮小體積元素是
{\displaystyle dV=a^{3}\sigma \tau {\frac {\sigma ^{2}+\tau ^{2}}{\sqrt {\left(\sigma ^{2}+1\right)\left(1-\tau ^{2}\right)}}}d\sigma d\tau d\phi }。
拉普拉斯算子是
{\displaystyle \nabla ^{2}\Phi ={\frac {1}{a^{2}\left(\sigma ^{2}+\tau ^{2}\right)}}\left\{{\frac {\partial }{\partial \sigma }}\left[\left(\sigma ^{2}+1\right){\frac {\partial \Phi }{\partial \sigma }}\right]+{\frac {\partial }{\partial \tau }}\left[\left(1-\tau ^{2}\right){\frac {\partial \Phi }{\partial \tau }}\right]\right\}+{\frac {1}{a^{2}\left(\sigma ^{2}+1\right)\left(1-\tau ^{2}\right)}}{\frac {\partial ^{2}\Phi }{\partial \phi ^{2}}}}。
其它微分算子，像{\displaystyle \nabla \cdot \mathbf {F} }、{\displaystyle \nabla \times \mathbf {F} }，都可以用{\displaystyle (\sigma ,\ \tau ,\ z)}坐標表示，只要將標度因子代入在正交坐標系條目內對應的一般公式。
如同球坐標解答的形式為球諧函數，拉普拉斯方程可以用分離變數法來求解，得到形式為扁球諧函數的答案。假若，邊界條件涉及扁球面，我們可以優先選擇這方法來解析。